# 和歌山線
和歌山線（わかやません）は、奈良県北葛城郡王寺町の王寺駅と和歌山県和歌山市の和歌山駅までを結ぶ西日本旅客鉄道（JR西日本）の鉄道路線（地方交通線）である。ラインカラーはピーチ（薄いピンク）である。

## 概要
奈良県内は中西部の王寺町・香芝市・大和高田市・葛城市・御所市・五條市を金剛山地に沿って、五条駅 - 和歌山駅間は奈良県五條市から和歌山県橋本市・かつらぎ町・紀の川市・岩出市を経て和歌山市までを紀の川に沿って結んでいる。現在、関西本線（大和路線）と接続する王寺駅 - 高田駅間および一部は王寺駅 - 五条駅間で、朝と夜に大阪方面からの快速や区間快速などの直通列車が多く運転されているが、高田駅 - 和歌山駅間は線内のみのローカル輸送に徹する形となっている。
和歌山県内では紀の川流域に人口が集中しているため、岩出駅 - 橋本駅近郊など区間によっては利用客が増えている区間があるが、原則としてほとんどが2両編成や4両編成で運転されている。
全線が旅客営業規則の定める大都市近郊区間の「大阪近郊区間」、およびIC乗車カード「ICOCA」エリアに含まれている。王寺駅 - 和歌山駅間は関西本線（大和路線）・阪和線の天王寺駅経由の方が所要時間・距離共に短い。距離は異なるものの、両駅間は大都市近郊区間制度により和歌山線経由であっても安価な電車特定区間運賃が適用される天王寺駅経由の運賃で乗車できる。
王寺駅 - 五条駅間は近畿統括本部王寺鉄道部の管轄（ただし王寺駅は近畿統括本部の管轄）、五条駅（構内を除く）- 和歌山駅間は和歌山支社の管轄である。路線記号はT。
2023年春に、橋本駅 - 和歌山駅間に無線式ATCが導入される予定であったが、2022年2月18日、JR西日本は導入を中止すると発表した。

### 路線データ
- 管轄（事業種別）：西日本旅客鉄道（第一種鉄道事業者）
- 路線距離（営業キロ）：87.5 km[1]
- 軌間：1067mm
- 駅数：36（起終点駅含む）[1]
  - 和歌山線所属駅に限定した場合、関西本線所属の王寺駅と紀勢本線所属の和歌山駅[7] が除外され、34駅となる。
- 複線区間：なし（全線単線）
- 電化区間：全線電化（直流1,500 V）
- 閉塞方式：自動閉塞式（特殊）
- 運転指令所：
  - 王寺駅 - 五条駅：大阪総合指令所
  - 五条駅 - 和歌山駅：和歌山指令所
- 最高速度：85 km/h
- IC乗車カード対応区間：
  - ICOCAエリア：全線（五条駅-和歌山駅間は車載型IC改札機での対応、全線PiTaPaポストペイサービス対象区間でもある。）

## 沿線概況

### 王寺駅 - 五条駅間
王寺駅始発の列車は基本的に4・5番のりば（通称：和歌山線ホーム）から発車する。ポイントの制限30 km/hが続いてホームを離れると関西本線は左手に分かれて北上し、和歌山線は右に分かれて南下を始める。左側にある近鉄田原本線とわずかに接近し、葛下川を渡ると国道168号と並走して南下する。王寺ニュータウンや西大和ニュータウン近傍の畠田駅を過ぎると香芝市に入る。西名阪自動車道の高架下、平野川を渡って橋上駅舎となった志都美駅、さらに南下を続けて中和幹線と交差して香芝駅、その先で近鉄大阪線をくぐると、左手には近鉄の五位堂検修車庫がある。信号場から駅に格上げされたJR五位堂駅を過ぎると、一度進路を東に変えるが、近鉄大阪線が接近してくるとサクラの名所で有名な高田川を渡って右にカーブして桜井線（万葉まほろば線）との分岐駅である高田駅に到着する。大和高田市の中心駅ではあるが近鉄大阪線の大和高田駅や近鉄南大阪線の高田市駅の方が乗降者数が多い。王寺駅 - 高田駅間は沿線の宅地開発が激しく、また近鉄大阪線とも競合している。
桜井線は左に分かれるが、和歌山線は高田駅から再び南下を始める。住宅街の中を抜けて近鉄南大阪線をくぐったあたりからは田畑が目立つようになる。葛城市に入って大和新庄駅付近から国道24号と共に和歌山市を目指すようになり、御所市内から右側には近鉄御所線が御所駅まで並走する。御所駅を出ると左にカーブして一度国道24号と分かれて玉手駅・掖上駅と続きながら南下し、右手に国道309号が、左側から近鉄吉野線が合流してくると、隠れ里吉野への入口にあたる吉野口駅に到着する。吉野口駅を過ぎて近鉄吉野線と分かれると山間の景色が色濃くなる。2つのカーブを抜けると、京奈和自動車道五條北インターチェンジ付近で御所駅で分かれた国道24号と再び並走を始めて下り勾配を進み、五條市に入って近畿地方で唯一スイッチバックがあった北宇智駅に到着する。現在はスイッチバックが解消されて停留場となっているが、旧ホームなどはそのまま残されている。下りこう配は次の五条駅まで長く続く。五条駅は和歌山線の要衝の駅で構内に留置線があり、五条駅を始発・終着とする列車も設定されている。

### 五条駅 - 和歌山駅間
五条駅からは和歌山市に向かって西進し始める。1984年に五条駅 - 和歌山駅間が電化されたが、通常の電化方式（シンプルカテナリー方式）ではなく、列車本数も少ないため低コストの直接吊架式が採用された。ただし、吹田総合車両所日根野支所新在家派出所 - 和歌山駅間と紀ノ川橋梁区間はシンプルカテナリー方式となっている。
五条駅の先で左手にカーブをして分かれるような空き地があるが、これが五新線となる場所であった。太平洋戦争前に五条駅から新宮駅まで計画されていたが、採算性などの問題から未成線となった。途中の城戸付近まで路盤や橋梁、トンネルが完成しており、国鉄時代に一般車の通行できないバス専用道として整備され、国鉄バス→西日本ジェイアールバス阪本線（ジェイアールバスの撤退以降は奈良交通）のバスが利用していたが、利用者減やトンネルの老朽化により2014年9月限りで運行が廃止された。五新線との分岐点の先で寿命川を渡ると大和二見駅で、右側からは京奈和自動車道が接近してくる。1982年までこの駅から貨物支線が分岐していたため、五条駅付近と同じく左手にカーブをして分かれる廃線跡の土地が見える。左にカーブしながら国道24号をくぐり、左手に上野公園を眺めながら今度は右にカーブをすると、左手には吉野川が見え始めると、和歌山県橋本市に入って隅田駅で、この付近から住宅が目立つようになる。下兵庫駅と続いて、国道24号を再びくぐり、南海高野線を越えると橋本駅に到着する。橋本駅は南海高野線との接続駅で、かつて橋本鉄道部が設けられていたが、2009年に和歌山支社直轄となり、同鉄道部に代わって橋本運転区が設けられていた。2012年に橋本運転区は旧和歌山列車区の運転士部門と統合されて廃止された。
橋本駅を出ると、右に南海高野線が分かれていき紀伊山田駅に着く。紀伊山田駅を出ると高野口駅、中飯降駅と続き、かつらぎ町の妙寺駅に着く。この駅は、以前2面3線式のホームであったが中線が取り払われ旧3番線が現在の2番線となっている。妙寺駅を出ると大谷駅・笠田駅を過ぎ大きく右にカーブすると西笠田駅に着く。西笠田駅からは国道24号を挟んで紀ノ川が見え、紀ノ川の中州には通称「ヘビ島」が見える。西笠田駅を出ると国道480号を越えると名手駅に止まり、2面3線の粉河駅に着く。粉河駅は西国三十三所第三番札所の粉河寺の最寄り駅で、日中は和歌山方面からの列車の半数はこの駅で折り返す。粉河駅を出ると長田観音の最寄り駅紀伊長田駅を過ぎ、紀の川市の中心駅打田駅に着く。紀の川市役所や那賀病院の最寄り駅であり、快速列車の停車駅でもある。打田駅を出ると、田園地帯を走り下井阪駅に着く。国道24号岩出バイパスをくぐり、右手に岩出警察署を見ながら左にカーブすると岩出市の中心駅岩出駅に着く。岩出駅を出ると紀ノ川を渡り右にカーブして船戸駅に着く。船戸駅を出て間もなく右側に小さな小山が見えるが、これはかつての船戸仮駅の跡地である。和歌山市に入って田園地帯の中を走りほぼ直線で紀伊小倉駅に着く。紀伊小倉駅は近くに団地もあり県立和歌山高等学校もあるため、駅の規模の割に利用客が多いが快速列車は通過する。紀伊小倉駅を出て布施屋駅・千旦駅と和歌山線最後の田井ノ瀬駅を過ぎ、国道24号和歌山バイパス、阪和自動車道をくぐり、右手に吹田総合車両所日根野支所新在家派出所を見ながら左に大きくカーブする。大門川を渡り右手から紀勢本線と阪和線が合流してきて終点の和歌山駅である。日根野電車区新在家派出所があるため当路線からは和歌山駅のすべてのホームに進入できるような配線となっている。
この路線にトンネルは存在しないが、1951年（昭和26年） までは隅田駅東側の県境付近で真土山の下を通る旧線が使用されており、その区間に真土トンネルがあった。紀和鉄道がこの区間を敷設した1897年（明治30年） - 1898年（明治31年）当時の建設のため老朽化が進み、本トンネル南側に新線が敷設され放棄された。

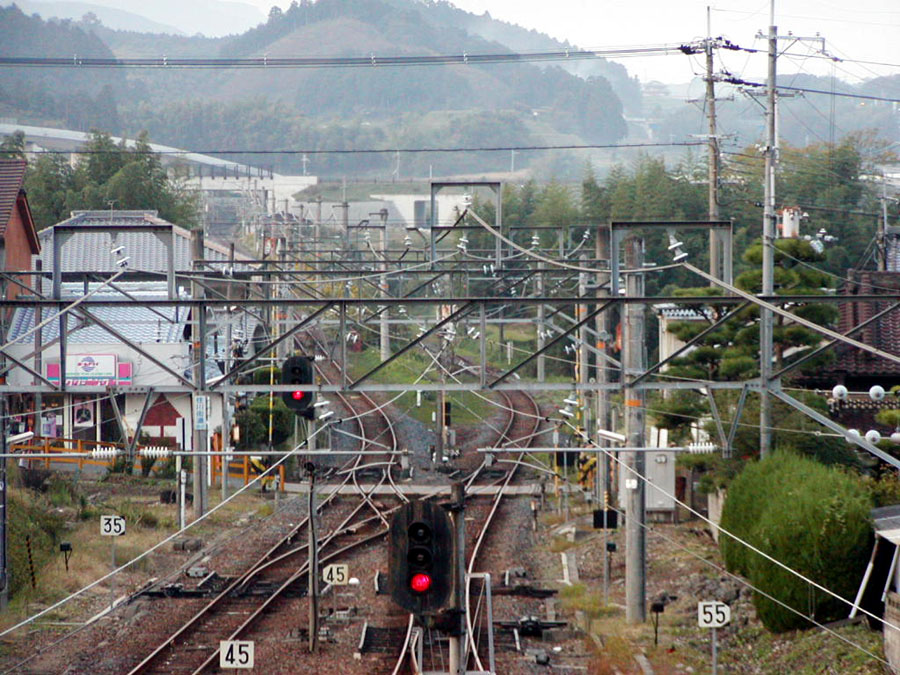
スイッチバックが存在していた時の北宇智駅（2005年）
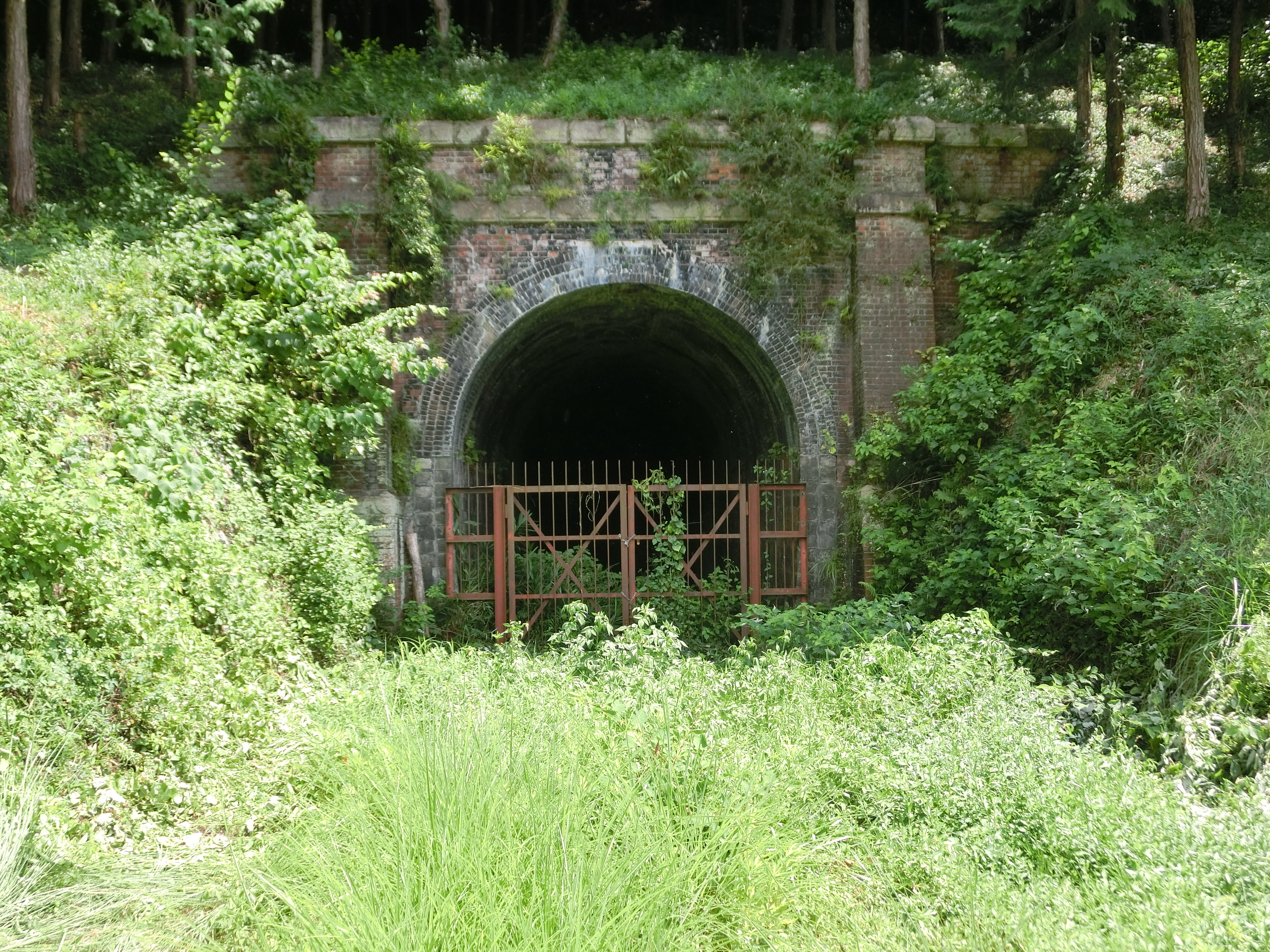
旧 真土トンネル跡。隅田駅側坑口（2016年）
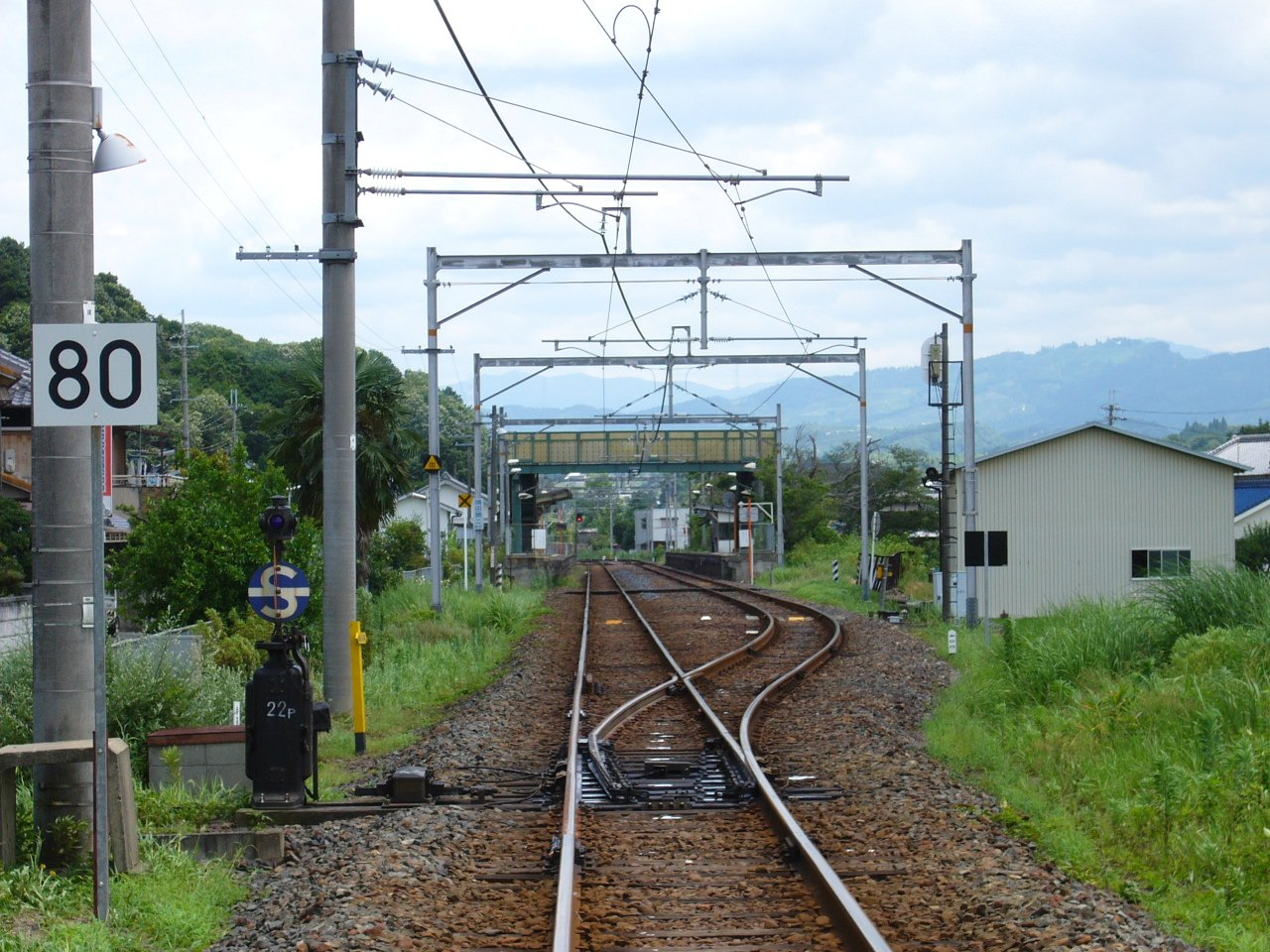
隅田駅構内の直接吊架式架線とスプリングポイント
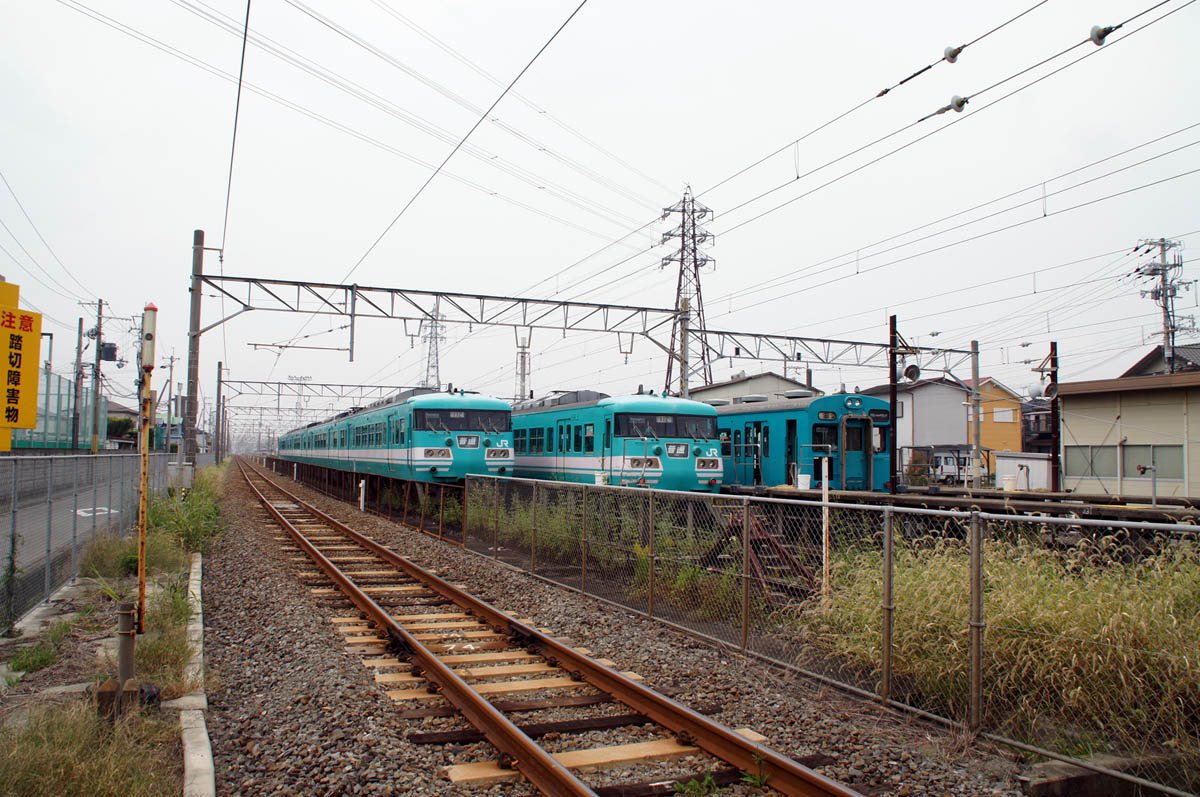
和歌山線が直接吊架式となっているのに対し、新在家派出所構内はシンプルカテナリー方式となっている

## 運行形態
運行形態は、王寺駅 - 和歌山駅間直通列車も設定されているものの、日中以外の時間帯は高田駅や五条駅で分かれている。普通列車・快速列車のみ運転されている。

### 王寺駅 - 高田駅間
通勤・通学路線であり、朝は上り王寺方面、夕方は下り高田方面への利用が多く、このような流動に合わせたダイヤとなっている。朝ラッシュ時は毎時4本程度、昼間は毎時2本程度、夕ラッシュ時は毎時3本程度の運行である。なお、大和路線直通の快速・区間快速も設定されているが和歌山線内では各駅に停車する。
朝ラッシュ時7・8時台の上りは高田発基準で計7本運転されている。7時台の3本と8時台の2本は大和路線（関西本線）に直通する快速（7時台1本のみ普通電車：大和路線区間も各駅停車）JR難波行きで、車両は吹田総合車両所奈良支所所属の221系のほか201系も使用されている。この時間帯の下り列車は上り快速の車両送り込みを兼ねた王寺発高田行き（うち平日1本はJR難波始発）に前述の車両群が使用されている。
日中は王寺駅 - 高田駅間で227系1000番台2両編成の普通列車が1時間あたり2本（30分間隔）で運転されている。このうち1本は和歌山方面直通で、もう1本は土休日のみの運転の区間列車である。これらの列車は基本的に王寺駅で大和路快速、王寺駅 - 和歌山駅間直通列車は高田駅で万葉まほろば線（桜井線）の列車との接続が考慮されている。
18 - 20時台には大和路線から高田駅・五条駅まで直通する列車が平日に6本・土休日に3本運転されており、うち平日の4本（区間快速）・土休日の2本（王寺まで大和路快速・王寺から快速）が大阪環状線からの直通である。23時台にも大阪環状線から五条駅まで直通する区間快速が1本設定されている。
このほか、朝と夕方以降に万葉まほろば線直通の王寺駅 - 奈良駅間の列車や、早朝や深夜には主として227系1000番台のワンマン運転による王寺駅発着列車が運転されている。大和路線区間も各駅停車になるJR難波駅発着の普通電車は、前述の朝の高田発を除くと、平日朝6時台にJR難波発（王寺発は7時台）高田行きと、21時台に高田発JR難波行きが運行されている。

#### 女性専用車
王寺駅 - 高田駅間では、平日・休日にかかわらず毎日、始発から終電まで、221系6両編成の3号車に女性専用車が設定されている。乗車位置には女性専用車の案内が表示されている。
和歌山線では2004年10月18日から女性専用車を導入し、始発から9時00分と17時00分から21時00分まで設定されていたが、2011年4月18日からは平日・休日にかかわらず毎日、始発から終電まで女性専用車が設定されるようになった。

### 高田駅 - 和歌山駅間
朝ラッシュ時は一部に和歌山駅 - 王寺駅間で運転する列車があるが、基本的に五条駅から高田方面行き、和歌山行きが運転されている。五条発の快速も運転されており、JR難波行きが221系4両で毎日1本（王寺駅で後ろに4両増結し8両となる）、和歌山行きが227系1000番台で平日朝のみ2本運転されている。和歌山行きは4両編成の列車は粉河駅で後ろ2両を切り離し、切り離された2両は後続の普通として運転されているほか、2両編成の列車は粉河駅で普通と接続している。なお、王寺駅 - 和歌山駅間を通しで運転する快速列車はない。
日中は王寺駅 - 高田駅 - 和歌山駅間の線内通しの列車が1時間に1本運転されている（2021年10月1日までは、粉河駅 - 和歌山駅間は2本運行だった）。また時間帯によっては五条駅で乗り換えとなる列車もある。2022年3月11日までは万葉まほろば線（桜井線）経由で奈良駅 - 高田駅 - 和歌山駅間の運転であった。正月三が日の日中は、万葉まほろば線での多客対応のため高田駅で系統分割を行い、万葉まほろば線に直通せずに高田駅で折り返していた。
夕ラッシュ時は、五条駅で系統が分かれる列車のほかに、線内通しの列車が運転される。快速は、大和路線（関西本線）から五条行が毎日3本運転、和歌山駅発の五条方面行が平日は2本、土休日は1本運転されている。
高田駅 - 五条駅間で221系で運転される3往復を除いて、227系1000番台2両・4両編成（早朝・夜間のみ）でのワンマン運転を行っている。駅停車時にはすべての車両のドアが開閉する。
高田駅 - 和歌山駅間の沿線の岩出市も大和高田市周辺のように宅地開発が激しく住宅が多く存在し、和歌山線から離れている山側に住宅地が多く、岩出市の住宅街から離れた所をかする程度にしか通っていないものの通学客が多い。同じ区間の橋本市なども住宅が多く存在しているため五条駅 - 紀伊山田駅間も利用客が多い。
かつて五条駅を経由してJR難波駅 - 和歌山駅間を直通する列車、和歌山駅で紀勢本線の列車（紀伊田辺駅または御坊駅発着）の増解結を行い、阪和線経由で五条駅 - 天王寺駅間を直通する列車も運転されていたが、現在は存在しない。和歌山駅経由で五条駅 - 天王寺駅間を運転していた快速は、1989年3月10日から2000年3月10日まで運転されていた。

### 臨時列車
沿線の花火大会などの催事において、臨時列車が運転されている。五條市で行われる吉野川花火大会では五条駅 → 高田駅間で、橋本市で行われる紀ノ川祭では和歌山駅 - 橋本駅間で、それぞれ運転されている。特に紀ノ川祭では、普段和歌山線での定期運用のない113系が和歌山駅 - 橋本駅間に乗り入れていた。
過去には、吉野山への観光客輸送として大阪駅 - 吉野口駅間で快速「吉野ライナー号」が運転されていたことがあったほか、大晦日深夜から元旦にかけて王寺駅 - 高田駅間で終夜運転が約60分間隔で行われていたが、この終夜運転は2017年度をもって取り止めとなった。

## 使用車両

### 現在の使用車両
すべて電車で運転されている。特記されていない車両は、全区間で運用されている。

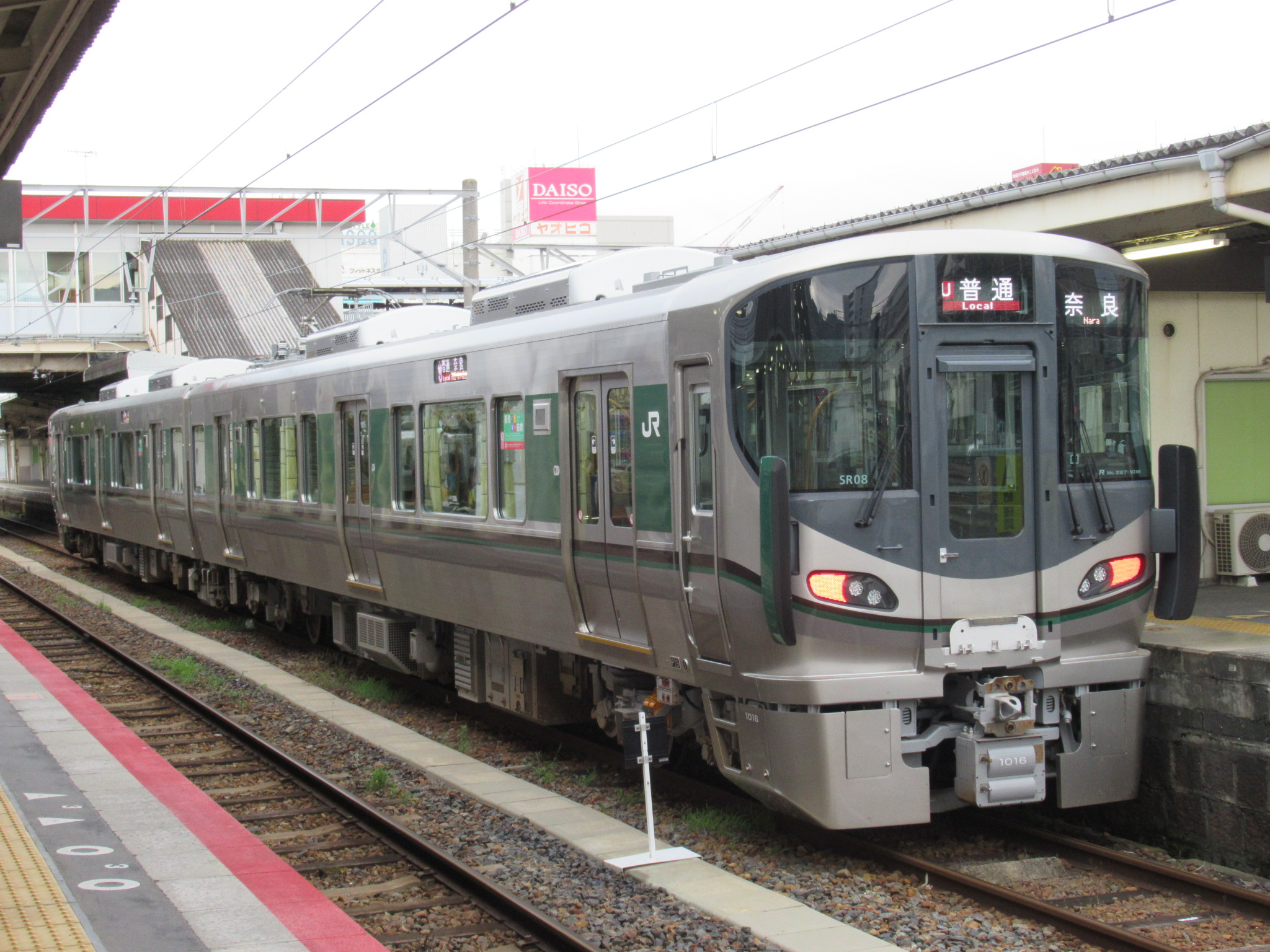
227系1000番台 （吹田総合車両所日根野支所新在家派出所所属）
2019年3月16日に営業運転開始[17]。2019年9月30日までに2両編成28本、計56両を導入[18]。近畿圏では初となる車載型ICカード改札機を設置し、2020年3月14日から使用開始[19][20]。2019年3月16日から2021年3月12日まではドアが通年半自動扱いだった。
- 221系（吹田総合車両所奈良支所所属）
王寺駅 - 五条駅間で、主に王寺駅で大和路線（奈良方面）の列車と解・併結する区間快速・快速や線内の一部の普通列車として4両編成または6両編成で運用される。1994年9月4日 - 1998年3月13日と2000年3月11日 - 2002年3月22日の間は五条駅 - 和歌山駅間でも運用されていた。

- 227系1000番台

### 過去の使用車両

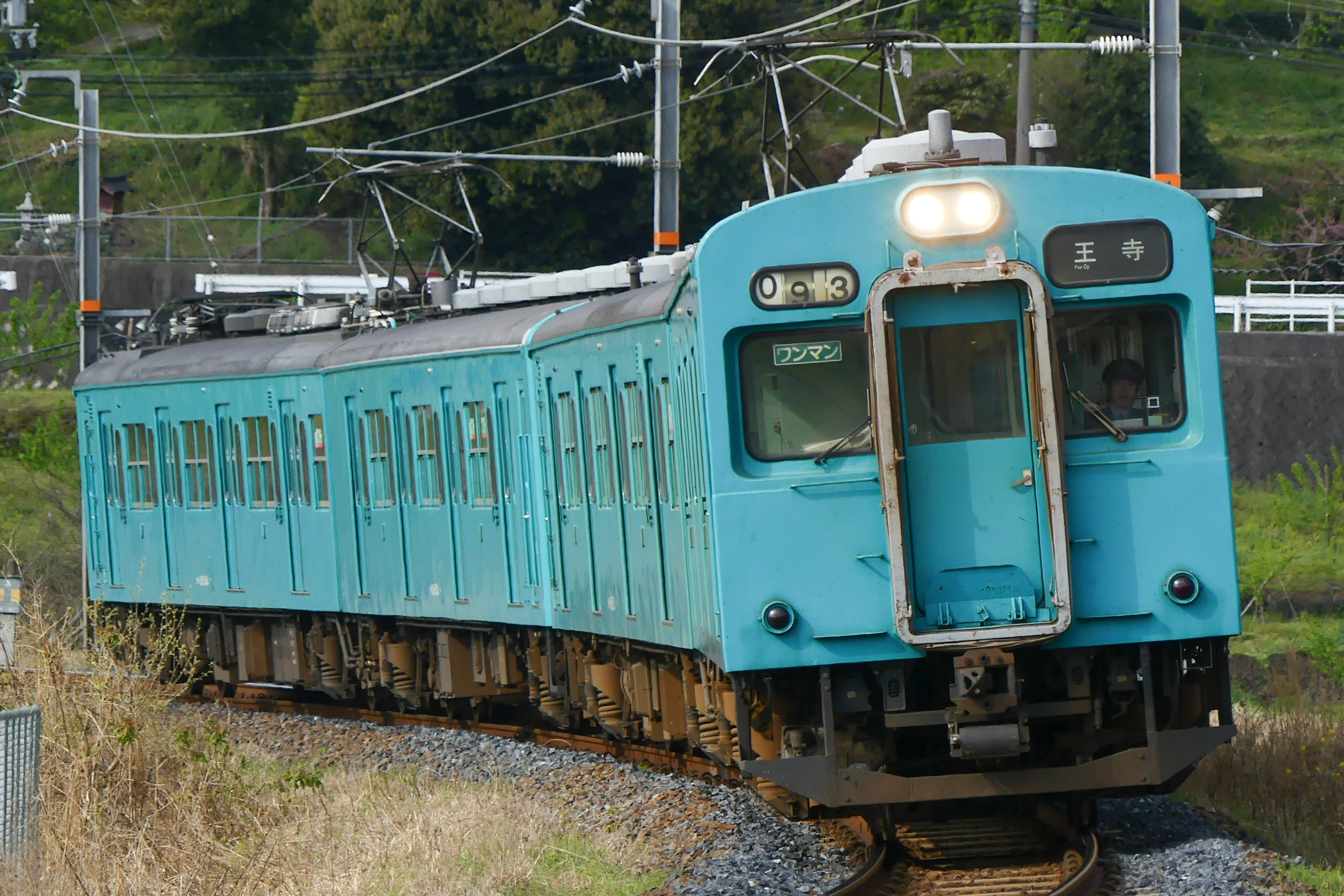
103系（吹田総合車両所奈良支所所属）
2018年1月まで運行。奈良支所所属の6両編成が201系と共通運用で、王寺駅 - 高田駅間で運用されていた。過去には高田駅 - 和歌山駅間でも運用されていた。このほか日根野支所の紀勢本線（きのくに線）乗り入れ対応車両が和歌山駅 - 五条駅間で運用されていた時期もあった。
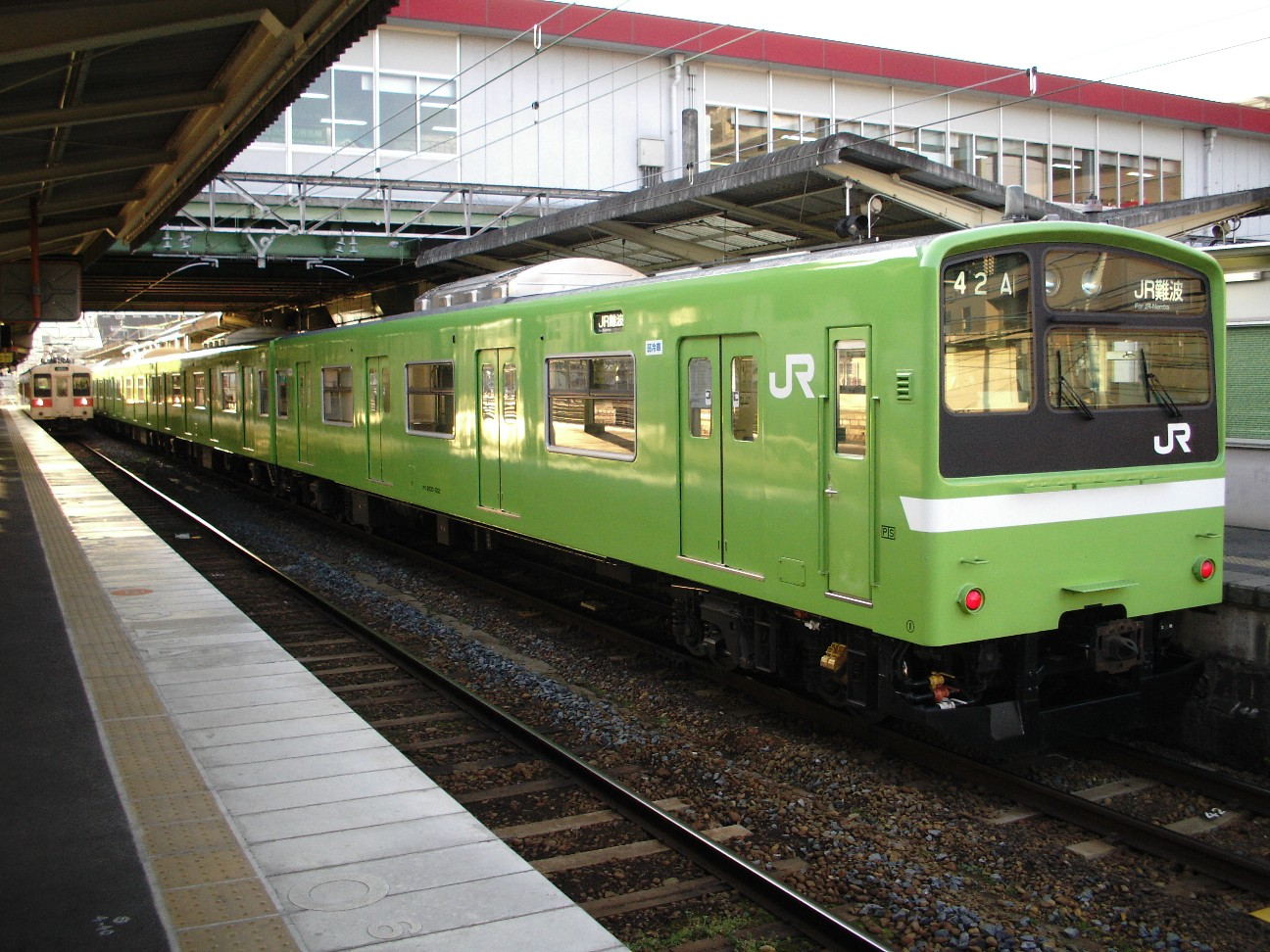
105系（吹田総合車両所日根野支所新在家派出所所属）
和歌山線における主力車両であり、最大4両編成で運転されていた。かつては一部区間で3本併結の6両編成も存在した。平日の朝ラッシュ時に万葉まほろば線へ直通する105系4両編成は車掌が乗務していたが、和歌山線では4両編成であっても基本的にワンマン運転を行っていた。227系の投入完了に伴い、2019年9月末に和歌山線での運用を終了した[21]。
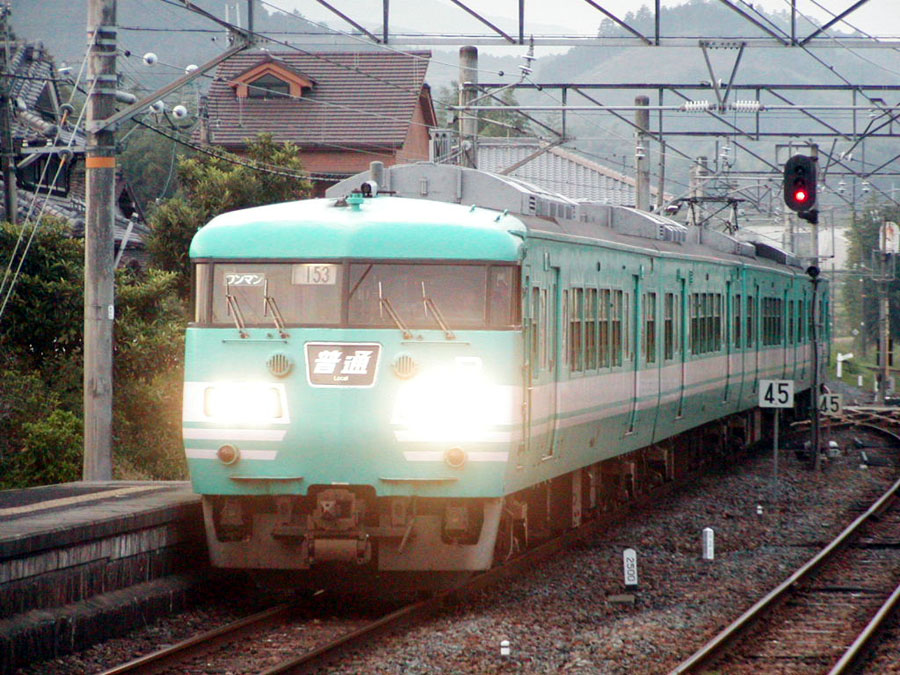
201系（吹田総合車両所奈良支所所属）
王寺駅 - 高田駅間で朝夕に運用されていた。2006年12月20日に運用開始したが、2022年3月の改正で撤退した。
- 113系：奈良電車区（現：吹田総合車両所奈良支所）に所属していた朱帯の列車や湘南色のほか、日根野電車区（現：吹田総合車両所日根野支所）に所属していた阪和色の列車も入線していた。2002年3月23日で定期運用を終了した[22]。
- 117系（吹田総合車両所日根野支所新在家派出所所属）
王寺駅 - 和歌山駅間で使用されていた。朝夕を中心に運用されていたが、2019年3月16日のダイヤ改正で営業運転終了[23]。

- 105系
- 201系
- 117系

#### 電化前
- 気動車
  - キハ35系：普通列車。
  - キハ58系：急行「しらはま」や「紀ノ川」として運転されていた。
- 客車
  - 50系：普通列車。全線電化時まで王寺駅 - 和歌山市駅間で1往復運転されていた。
  - 旧型客車：普通列車。50系登場以前。
  - 10系：東京駅 - 和歌山市駅間急行「大和」の寝台車。

## 歴史
王寺駅 - 高田駅間は大阪鉄道 が1891年に開業させた。その後、桜井方面へ路線を延伸した大阪鉄道から分岐する形で、南和鉄道が高田駅 - 五条駅間を1896年に開業させた。
五条駅 - 和歌山市駅（のちに現在の和歌山駅への支線が開業）間は、紀和鉄道の手により開業した。和歌山県下初の鉄道路線として五条駅 - 橋本駅間を1898年に開業させた後、和歌山側から順次延伸し、五条駅 - 和歌山駅（現在の紀和駅）間が開通したのは1900年である。
その後、南海鉄道（南海電気鉄道の前身）の全通と同日に和歌山市駅まで全通した。なお南海鉄道の開業以前は、この路線が大阪駅 - 和歌山駅間移動ルートとしての役目を担っていたこともあった。大阪鉄道・南和鉄道・紀和鉄道は、関西鉄道に合併された後に国有化された。
また、田井ノ瀬 - 和歌山間は開業当時貨物支線であり、正式に旅客営業を開始したのは1972年（昭和47年）。ただ、実際には紀勢本線箕島方面への直通列車を中心とした一部の旅客列車が、この貨物支線を経由して乗り入れていた。しかし、正式な旅客営業路線ではなく、営業キロが設定されていなかったため、運賃は紀伊中ノ島駅経由で計算していた。その旨の注意書きが、当時の時刻表にも記載されていた。
国鉄時代の1980年に王寺駅 - 五条駅間、1984年に五条駅 - 和歌山駅間が電化された。
1960年代には、東京駅に直通する急行「大和」の寝台車（和歌山線内では普通列車に連結して運転）や、1960年代から1980年代には紀勢本線白浜方面に直通する急行「しらはま」、その後身の急行「紀ノ川」といった優等列車が運転されていたが、五条駅 - 和歌山駅間電化時に「紀ノ川」が廃止されて以来、定期優等列車は設定されていない。

### 年表
以下の地点はそれぞれ同一地点を指す
- 紀和鉄道接続点・南和鉄道接続点・大和二見駅
- 南海連絡点・紀和連絡点・国社分界点・両社分界点

#### 大阪鉄道
- 1891年（明治24年）3月1日：大阪鉄道 により、王寺駅 - 高田駅間（7M9C≒11.45 km）が開業[24]。下田駅（現在の香芝駅）・高田駅が開業[24]。
- 1893年（明治26年）5月23日：桜井駅まで延伸開業[26]。
- 1894年（明治27年）1月29日：王寺駅 - 高田駅間の営業距離が2C（≒0.04 km）延長。
- 1902年（明治35年）11月12日：営業距離の単位をマイル・チェーンからマイルのみに簡略化（7M11C→7.1M）。

#### 南和鉄道
- 1896年（明治29年）
  - 5月10日：南和鉄道により、高田駅 - 葛駅間（8M27C≒13.42 km）が開業[24]。新庄駅（現在の大和新庄駅）・御所駅・掖上駅・葛駅（現在の吉野口駅）が開業[24]。
  - 10月25日：葛駅 - 二見駅間（8M33C≒13.54 km）が延伸開業[24]。北宇智駅・五条駅・二見駅（初代、後の川端駅）が開業[24]。五条駅 - 二見駅間は貨物線[24]。
- 1898年（明治31年）
  - 4月11日：五条駅 - 二見駅間に紀和鉄道接続点を設置[24]。紀和鉄道が五条駅 - 紀和鉄道接続点間に乗り入れ開始[24]。
- 1902年（明治35年）
  - 6月3日：紀和鉄道接続点に二見駅（2代目、現在の大和二見駅）が開業[24]。初代二見駅を川端駅に改称。
  - 11月12日：営業距離の単位をマイル・チェーンからマイルのみに簡略化（16M16C≒16.8M）。
- 1903年（明治36年）5月15日：掖上駅を壺阪駅に、葛駅を吉野口駅に改称。

#### 紀和鉄道
- 1898年（明治31年）
  - 4月11日：紀和鉄道により、五条駅 - 南和鉄道接続点（現在の大和二見駅） - 橋本駅間が開業（接続点 - 橋本駅間は6M1C≒9.68 km）[24]。五条駅 - 南和鉄道接続点間は南和鉄道と共用[24]。隅田駅・橋本駅が開業[24]。
  - 5月4日：和歌山駅（初代） - 船戸仮停車場間（6M69C≒11.04 km）が開業[27]。和歌山駅（現在の紀和駅）・岩橋駅（現在の田井ノ瀬駅）・船戸仮停車場が開業[24]。
- 1899年（明治32年）
  - 1月1日：船戸仮停車場 - 船戸駅間（46C≒0.93 km）が延伸開業。船戸駅が開業、船戸仮停車場が廃止。
  - 1月15日：岩橋駅が田井ノ瀬駅に改称。
  - 5月3日：布施屋臨時停車場が開業。
  - 9月18日：南和鉄道接続点 - 隅田駅間に二見臨時停車場が開業。
  - 10月1日：布施屋臨時停車場が布施屋駅に変更。二見臨時停車場が廃止。
- 1900年（明治33年）
  - 8月24日：船戸駅 - 粉河仮停車場間（5M19C≒8.43 km）が延伸開業[24]。打田駅・粉河仮停車場が開業[24]。
  - 11月25日：橋本駅 - 粉河仮停車場間が延伸開業（13M44C≒21.81 km）し、王寺駅 - 和歌山駅間が全通[24]。妙寺駅・笠田駅・粉河駅が開業[24]。粉河仮停車場が廃止。
- 1901年（明治34年）
  - 3月29日：名倉駅（現在の高野口駅）が開業[24]。
  - 10月1日：名手駅が開業。
  - 10月10日：大宮仮停車場が開業。
- 1902年（明治35年）
  - 3月1日：大宮仮停車場が大宮駅（現在の岩出駅）に変更。
  - 4月1日：大宮駅が岩出駅に改称。
  - 11月12日：営業距離の単位をマイル・チェーンからマイルのみに簡略化（31M20C→31.3M）。
- 1903年（明治36年）
  - 1月1日：名倉駅が高野口駅に改称。
  - 3月7日：長田臨時停車場が開業。
  - 3月21日：紀和鉄道の和歌山（初代） - 南海連絡点、南海鉄道の紀和連絡点 - 和歌山市駅間が開業[24]。

#### 関西鉄道
- 1900年（明治33年）6月6日：大阪鉄道が関西鉄道に路線を譲渡[24]。
- 1904年（明治37年）
  - 8月27日：紀和鉄道が関西鉄道に路線を譲渡[24]。
  - 12月9日：南和鉄道が関西鉄道に路線を譲渡[24]。

#### 国鉄時代
- 1907年（明治40年）10月1日：関西鉄道が鉄道国有法により国有化[24]。
- 1908年（明治41年）2月22日：長田臨時停車場が長田仮停車場に変更。
- 1909年（明治42年）10月12日：国有鉄道線路名称の制定により、王寺駅 - 和歌山駅（現在の紀和駅） - 和歌山市駅間を和歌山線とする[28]。
- 1912年（明治45年）以前：長田仮停車場が長田仮乗降場に変更。
- 1915年（大正4年）9月11日：新庄駅が大和新庄駅に改称。
- 1919年（大正8年）4月15日：二見駅が大和二見駅に改称。
- 1930年（昭和5年）4月1日：営業距離の単位をマイルからメートルに変更（王寺駅 - 和歌山市駅間 55.3M→89.3 km）。
- 1934年（昭和9年）7月20日：五条駅 - 和歌山市駅間で気動車運行開始[29]。
- 1935年（昭和10年）1月1日：田井ノ瀬駅 - 和歌山駅（現在の紀和駅）間に、阪和電気鉄道線（現在の阪和線）乗り換え駅として紀伊中ノ島駅が開業[25]。
- 1938年（昭和13年）7月15日：下井阪駅・紀伊小倉駅が開業[25]。長田仮乗降場が紀伊長田駅に変更。
- 1940年（昭和15年）
  - 2月8日：志都美信号場・五位堂信号場が開設。
  - 10月1日：壺阪駅を掖上駅に改称。
- 1949年（昭和24年）
  - 1月14日：五条駅の待合室に貨物列車が突入。死者8人、重軽傷者20人[30]。
  - 7月15日：志都美信号場・五位堂信号場（初代）が廃止。
- 1951年（昭和26年）10月5日：大和二見駅 - 隅田駅間が経路変更[31]。
- 1952年（昭和27年）10月1日：紀伊山田駅・大谷駅・西笠田駅・千旦駅が開業[25]。
- 1955年（昭和30年）
  - 2月8日：五位堂信号場（2代目）が開設。
  - 12月27日：畠田駅・志都美駅が開業。
- 1957年（昭和32年）5月1日：中飯降駅が開業。
- 1961年（昭和36年）7月1日：貨物支線 田井ノ瀬駅 - 東和歌山駅（現在の和歌山駅）間が使用開始[25][32]。当時は営業キロの設定なし[25]。同年10月1日ダイヤ改正時の時刻表では、団体専用の準急「南紀観光」号（東和歌山駅発京都駅行の上り1本の運行）がこの支線を経由して運行されている。
- 1962年（昭和37年）
  - 3月1日：準急「はまゆう」（上記「南紀観光」号を一般開放し、下り列車も設定）、準急「はやたま」が運転を開始[25]。いずれも田井ノ瀬駅 - 東和歌山駅間の貨物支線を経由[25]。
  - 3月10日：東京駅 - 王寺駅 - 湊町駅（現在のJR難波駅）間（東海道本線・関西本線経由）の急行「大和」に東京駅 - 王寺駅 - 和歌山市駅間の編成が連結開始（2等寝台1両のみで、和歌山線内は普通列車に併結）[25]。
  - 12月31日：田井ノ瀬駅 - 和歌山駅（現在の紀和駅）間の貨物営業廃止。
- 1963年（昭和38年）1月1日：貨物支線 田井ノ瀬駅 - 東和歌山駅間に営業キロ (4.6 km) を設定。1964年10月1日ダイヤ改正時の時刻表では、東和歌山駅行きの下り普通列車が1本設定されており、普通列車もこの支線経由の運行を開始した。
- 1966年（昭和41年）
  - 3月5日：準急「はまゆう」、準急「はやたま」が急行に格上げ[25]。
  - 10月1日：急行「はまゆう」が王寺駅経由から桜井線経由に変更。
- 1967年（昭和42年）10月1日：急行「はやたま」が王寺駅経由から桜井線経由に変更。
- 1968年（昭和43年）
  - 2月1日：和歌山駅（初代）が紀和駅に改称[25]。
  - 3月1日：東和歌山駅が和歌山駅（2代目）に改称[25]。
  - 10月1日：下兵庫駅が開業。急行「大和」廃止。急行「はまゆう」「はやたま」が統合され、急行「しらはま」となる[25]。
- 1972年（昭和47年）3月15日：田井ノ瀬駅 - 和歌山駅間の旅客営業開始、本線に編入[25]。田井ノ瀬駅 - 紀和駅間は支線となる[25]。紀和駅 - 国社分界点 - 和歌山市駅間 (0.5 km + 1.0 km) が紀勢本線に編入[25]。この日のダイヤ改正で、定期列車はすべて和歌山駅発着となる。
- 1973年（昭和48年）9月30日：田井ノ瀬駅 - 和歌山駅間が自動閉塞化[33]。
- 1974年（昭和49年）10月1日：支線 田井ノ瀬駅 - 紀和駅間 (4.5 km) が廃止[25]。
- 1977年（昭和52年）11月1日：大和二見駅 - 川端駅間の旅客営業廃止[34]。
- 1979年（昭和54年）
  - 2月1日：王寺駅 - 高田駅間が自動信号化[35]。
  - 3月30日：高田駅 - 五条駅間が自動信号化[35]。
  - 12月14日：王寺駅 - 五条駅間に列車集中制御装置 (CTC) が導入[36]。
- 1980年（昭和55年）
  - 3月3日：王寺駅 - 五条駅間が電化[25]。
  - 10月1日：急行「しらはま」の運転区間が京都駅 - 和歌山駅間（奈良線・桜井線・和歌山線経由）に短縮され、急行「紀ノ川」に改称[25]。
- 1982年（昭和57年）10月1日：貨物支線 大和二見駅 - 川端駅間 (1.5 km) が廃止[25][37][38]。
- 1984年（昭和59年）
  - 2月1日：全線の貨物営業廃止[25]。
  - 7月6日：五条駅 - 田井ノ瀬駅間が自動信号化[39]。
  - 10月1日：五条駅 - 和歌山駅間が電化[40]。急行「紀ノ川」が廃止。
  - 10月20日：五条駅 - 和歌山駅間に CTC が導入[39]。

#### 民営化後
- 1987年（昭和62年）4月1日：国鉄分割民営化により西日本旅客鉄道に承継[25]。
- 1989年（平成元年）3月11日：玉手駅が開業[25]。日中の和歌山駅 - 粉河駅間の列車が橋本駅発着に延長される。
- 1991年（平成3年）
  - 4月1日：王寺駅 - 五条駅間が大阪支社から王寺鉄道部の管轄に、五条駅 - 和歌山駅間が和歌山支社から橋本鉄道部の管轄になる。
  - 12月3日：一部の列車でワンマン運転開始[41][42]。
- 1996年（平成8年）3月16日：日中の王寺駅 - 高田駅間で関西本線（大和路線）直通の快速が運転される[25]。
- 1997年（平成9年）3月8日：日中の運転区間が高田駅で系統分割、王寺駅 - 高田駅間では関西本線（大和路線）の快速の一部が区間快速に変更されるとともに増発される[43]。
- 1998年（平成10年）12月1日：高田駅 - 和歌山駅間が大都市近郊区間になり、全区間が大阪近郊区間になる[44]。
- 1999年（平成11年）5月10日：阪和線からの直通快速列車が廃止。
- 2002年（平成14年）3月23日：117系の運用開始。日中の和歌山駅 - 橋本駅間の列車が粉河駅まで短縮され、粉河駅 - 橋本駅間の列車が半減。関西本線直通列車以外の全列車がワンマン化[25][45]。また、保守工事のため五条駅 - 粉河駅間などで日中の運休日が設定される[25]。
- 2003年（平成15年）
  - 10月1日：コンコースの喫煙コーナーが廃止[46]。
  - 11月1日：王寺駅 - 高田駅間にてIC乗車カード「ICOCA」サービス開始。
- 2004年（平成16年）
  - 3月13日：下田駅が香芝駅に改称、五位堂信号場が駅に変更されてJR五位堂駅が開業[25][47]。
  - 10月18日：王寺駅 - 高田駅間の一部列車で女性専用車が導入[9]。
- 2007年（平成19年）
  - 3月18日：北宇智駅の移転によりスイッチバックが廃止され、吉野口駅 - 五条駅間の営業キロが0.4km短縮[25][注釈 2][48]。
  - 11月11日：王寺駅 - 五条駅間が天王寺指令所から新大阪総合指令所に移管[49]。自動進路制御装置 (SRC) 使用開始[49]。
- 2008年（平成20年）3月15日：関西本線（大和路線）直通の区間快速が快速に変更。
- 2009年（平成21年）6月1日：橋本鉄道部が廃止され、五条駅 - 和歌山駅間が和歌山支社の管轄に変更。
- 2010年（平成22年）6月28日：無人駅に簡易券売機が設置されたのに伴い、桜井線（万葉まほろば線）とともにワンマン列車における乗車整理券を廃止。
- 2011年（平成23年）
  - 3月12日：日中の関西本線（大和路線）直通の快速が削減[50]。
  - 4月18日：女性専用車が毎日、終日設定される[10]。
- 2018年（平成30年）3月17日：ICOCAの利用可能エリアが王寺駅 - 五条駅間に拡大[51]。
- 2019年（平成31年）3月16日：227系1000番台電車を投入[17]。
- 2020年（令和2年）
  - 3月13日：日中の関西本線（大和路線）直通の快速がこの日の運転をもって終了。
  - 3月14日：ICOCAの利用可能エリアが全線に拡大[20][19]。
- 2021年（令和3年）
  - 10月2日：同日のダイヤ改正で日中の和歌山駅 - 粉河駅間の区間列車5往復中4往復を廃止[52]。

## 駅一覧
- 停車駅
  - 普通…すべての駅に停車
  - 王寺駅 - 五条駅間の快速・区間快速は当線では各駅に停車
  - 快速（五条駅 - 和歌山駅間）…●印の駅は停車、｜印の駅は通過
    - 和歌山発の快速は五条駅から普通として運転
- 線路（全線単線） … ◇・∨・∧：列車交換可能、｜：列車交換不可

| 駅名       | 駅間 営業キロ | 累計 営業キロ | 快速 | 接続路線 | 線路 | 所在地   | 所在地            |
| ---------- | ------------- | ------------- | ---- | --- | ---- | -------- | ----------------- |
| 王寺駅     | -             | 0.0           |      | 西日本旅客鉄道： 関西本線（大和路線） (JR-Q31) 近畿日本鉄道：G 生駒線 (G28) 近畿日本鉄道：I 田原本線 …新王寺駅 (I43) | ∨    | 奈良県   | 北葛城郡 王寺町   |
| 畠田駅     | 2.6           | 2.6           |      | | ｜   | 奈良県   | 北葛城郡 王寺町   |
| 志都美駅   | 1.9           | 4.5           |      | | ◇    | 奈良県   | 香芝市            |
| 香芝駅     | 2.1           | 6.6           |      | | ◇    | 奈良県   | 香芝市            |
| JR五位堂駅 | 2.1           | 8.7           |      | | ◇    | 奈良県   | 香芝市            |
| 高田駅     | 2.8           | 11.5          |      | 西日本旅客鉄道： 桜井線（万葉まほろば線）                                                                            | ◇    | 奈良県   | 大和高田市        |
| 大和新庄駅 | 3.4           | 14.9          |      | | ｜   | 奈良県   | 葛城市            |
| 御所駅     | 2.7           | 17.6          |      | | ◇    | 奈良県   | 御所市            |
| 玉手駅     | 1.8           | 19.4          |      | | ｜   | 奈良県   | 御所市            |
| 掖上駅     | 1.5           | 20.9          |      | | ◇    | 奈良県   | 御所市            |
| 吉野口駅   | 4.0           | 24.9          |      | 近畿日本鉄道：F 吉野線 (F48)                                                                                         | ◇    | 奈良県   | 御所市            |
| 北宇智駅   | 6.6           | 31.5          |      | | ｜   | 奈良県   | 五條市            |
| 五条駅     | 3.9           | 35.4          | ●    | | ◇    | 奈良県   | 五條市            |
| 大和二見駅 | 1.7           | 37.1          | ●    | | ｜   | 奈良県   | 五條市            |
| 隅田駅     | 4.0           | 41.1          | ●    | | ◇    | 和歌山県 | 橋本市            |
| 下兵庫駅   | 2.1           | 43.2          | ●    | | ｜   | 和歌山県 | 橋本市            |
| 橋本駅     | 1.9           | 45.1          | ●    | 南海電気鉄道： 高野線 (NK77)                                                                                         | ◇    | 和歌山県 | 橋本市            |
| 紀伊山田駅 | 2.9           | 48.0          | ●    | | ｜   | 和歌山県 | 橋本市            |
| 高野口駅   | 2.6           | 50.6          | ●    | | ◇    | 和歌山県 | 橋本市            |
| 中飯降駅   | 2.4           | 53.0          | ●    | | ｜   | 和歌山県 | 伊都郡 かつらぎ町 |
| 妙寺駅     | 1.6           | 54.6          | ●    | | ◇    | 和歌山県 | 伊都郡 かつらぎ町 |
| 大谷駅     | 2.1           | 56.7          | ●    | | ｜   | 和歌山県 | 伊都郡 かつらぎ町 |
| 笠田駅     | 1.5           | 58.2          | ●    | | ◇    | 和歌山県 | 伊都郡 かつらぎ町 |
| 西笠田駅   | 3.1           | 61.3          | ●    | | ｜   | 和歌山県 | 伊都郡 かつらぎ町 |
| 名手駅     | 1.9           | 63.2          | ●    | | ◇    | 和歌山県 | 紀の川市          |
| 粉河駅     | 2.8           | 66.0          | ●    | | ◇    | 和歌山県 | 紀の川市          |
| 紀伊長田駅 | 1.2           | 67.2          | ｜   | | ｜   | 和歌山県 | 紀の川市          |
| 打田駅     | 2.6           | 69.8          | ●    | | ◇    | 和歌山県 | 紀の川市          |
| 下井阪駅   | 2.2           | 72.0          | ｜   | | ｜   | 和歌山県 | 紀の川市          |
| 岩出駅     | 2.2           | 74.2          | ●    | | ◇    | 和歌山県 | 岩出市            |
| 船戸駅     | 1.1           | 75.3          | ｜   | | ◇    | 和歌山県 | 岩出市            |
| 紀伊小倉駅 | 2.3           | 77.6          | ｜   | | ｜   | 和歌山県 | 和歌山市          |
| 布施屋駅   | 2.3           | 79.9          | ｜   | | ◇    | 和歌山県 | 和歌山市          |
| 千旦駅     | 1.5           | 81.4          | ｜   | | ｜   | 和歌山県 | 和歌山市          |
| 田井ノ瀬駅 | 1.5           | 82.9          | ｜   | | ◇    | 和歌山県 | 和歌山市          |
| 和歌山駅   | 4.6           | 87.5          | ●    | 西日本旅客鉄道： 阪和線 (JR-R54)・ 紀勢本線 和歌山電鐵：貴志川線 (01)                                                | ∧    | 和歌山県 | 和歌山市          |

- JR西日本の直営駅（6駅）
  - 王寺駅・高田駅・吉野口駅・五条駅・橋本駅・和歌山駅
- JR西日本交通サービスによる業務委託駅（5駅）
  - 畠田駅・志都美駅・香芝駅・JR五位堂駅・岩出駅
- 簡易委託駅（1駅）
  - 御所駅

このほかの24駅は終日無人駅である。

### 廃止区間・他線への編入区間
( )内は起点からの営業キロ
1974年10月1日廃止
田井ノ瀬駅 (0.0) - 紀伊中ノ島駅 (3.7) - 紀和駅 (4.5) - 国社分界点(5.0) - 和歌山市駅 (6.0)
紀和駅 - 和歌山市駅間は1972年3月15日に紀勢本線に編入され現存
1982年10月1日廃止（貨物支線）
大和二見駅 (0.0) - 川端駅 (1.5)

### 過去の接続路線
- 和歌山駅：南海和歌山軌道線 - 1971年4月1日廃止
  - 田井ノ瀬駅 - 和歌山駅間は開業当時貨物支線であり、正式に旅客営業キロを設定して旅客営業を開始したのは1972年のことである。このため1971年廃止の南海和歌山軌道線とは路線自体は接続しているが、名目上は旅客列車としては接続していないことになる。ただし、実際には1972年以前から箕島方面への直通列車を中心とした旅客列車がこの貨物支線を利用して和歌山駅に乗り入れていたので、事実上の接続はあった。ただ、正式な旅客営業線ではなかったので、紀伊中ノ島駅経由の営業キロで計算しており、当時の時刻表にもその但し書きがあった。
- 紀伊中ノ島駅：阪和線
- 紀和駅：紀勢本線
- 和歌山市駅：
  - 南海本線
  - 南海加太線 - 1950年9月まで
    - 南海加太線は、当初は和歌山市駅 - 北島駅 - 東松江駅 - 加太駅間であったが、1950年に台風のため和歌山市 - 北島間が不通となり、1955年に同区間廃止、北島駅 - 東松江駅間が北島支線、紀ノ川駅 - 東松江駅 - 加太駅間が加太線となった。詳細は南海加太線・南海北島支線の項を参照。なお、加太線に直通する列車は和歌山市駅から発着している。

  - 南海和歌山港線
  - 南海和歌山軌道線 - 1971年4月1日廃止

和歌山市駅の接続路線は和歌山線としては過去の接続路線であるが、廃止された路線を除いて1972年3月15日以降は紀勢本線の接続路線となっている。

## 平均通過人員
各年度の平均通過人員（人/日）は以下のとおりである。
| 年度                   | 平均通過人員（人/日） | 平均通過人員（人/日） | 平均通過人員（人/日） | 平均通過人員（人/日） | 出典   |
| 年度                   | 全線                  | 王寺 - 高田           | 高田 - 五条           | 五条 - 和歌山         | 出典   |
| ---------------------- | --------------------- | --------------------- | --------------------- | --------------------- | ------ |
| 2013年度（平成25年度） | 5,225                 | 11,006                | 2,988                 | 4,975                 | [ 53 ] |
| 2014年度（平成26年度） | 5,029                 | 10,692                | 2,782                 | 4,810                 | [ 54 ] |
| 2015年度（平成27年度） | 5,087                 | 10,811                | 2,792                 | 4,876                 | [ 55 ] |
| 2016年度（平成28年度） | 4,980                 | 10,740                | 2,688                 | 4,760                 | [ 56 ] |
| 2017年度（平成29年度） | 4,817                 | 10,695                | 2,592                 | 4,540                 | [ 57 ] |
| 2018年度（平成30年度） | 4,707                 | 10,360                | 2,501                 | 4,471                 | [ 58 ] |
| 2019年度（令和元年度） | 4,588                 | 10,350                | 2,489                 | 4,279                 | [ 59 ] |
| 2020年度（令和02年度） | 3,704                 | 7,992                 | 1,928                 | 3,572                 | [ 60 ] |
| 2021年度（令和03年度） | 3,805                 | 8,235                 | 2,000                 | 3,655                 | [ 61 ] |
| 2022年度（令和04年度） | 3,950                 | 8,614                 | 2,090                 | 3,774                 | [ 62 ] |
| 2023年度（令和05年度） | 4,024                 | 8,875                 | 2,153                 | 3,811                 | [ 63 ] |